# Rema costimacula
Rema costimacula är en fjärilsart som beskrevs av Achille Guenée 1852. Rema costimacula ingår i släktet Rema och familjen nattflyn. Inga underarter finns listade.

## Bildgalleri

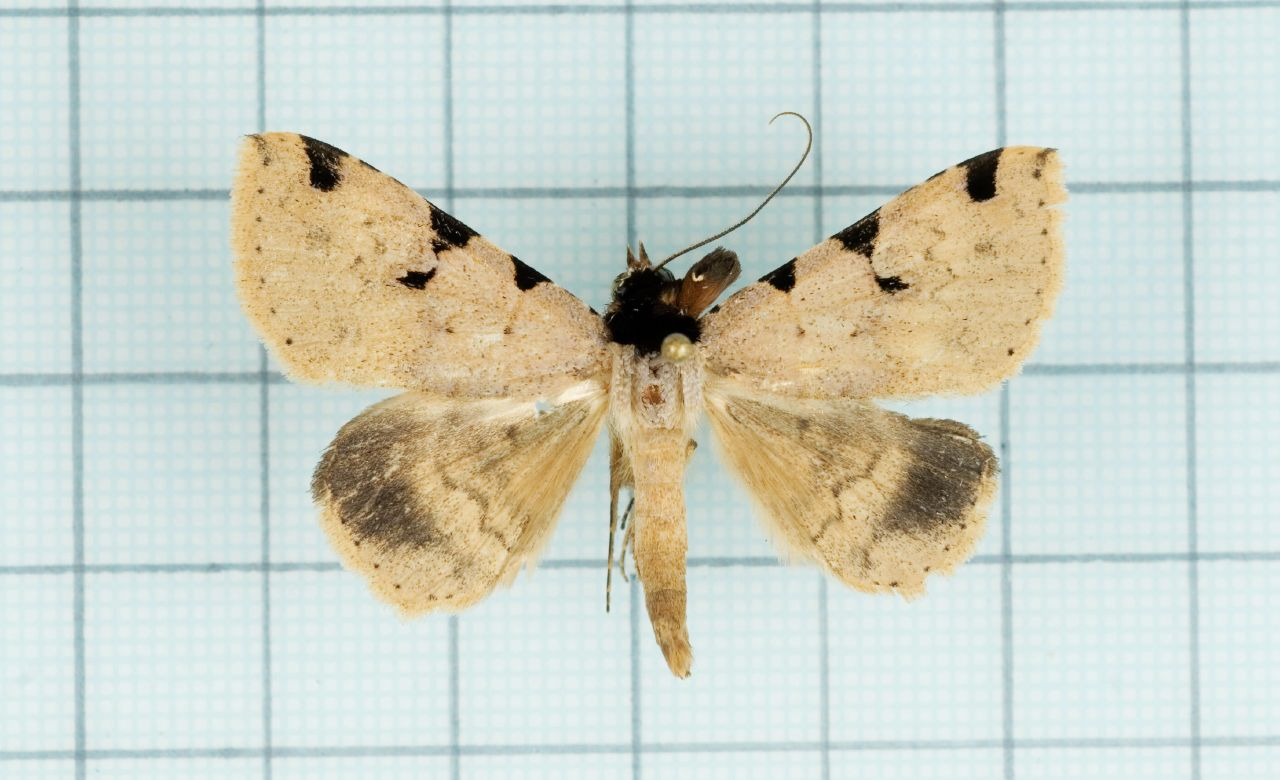
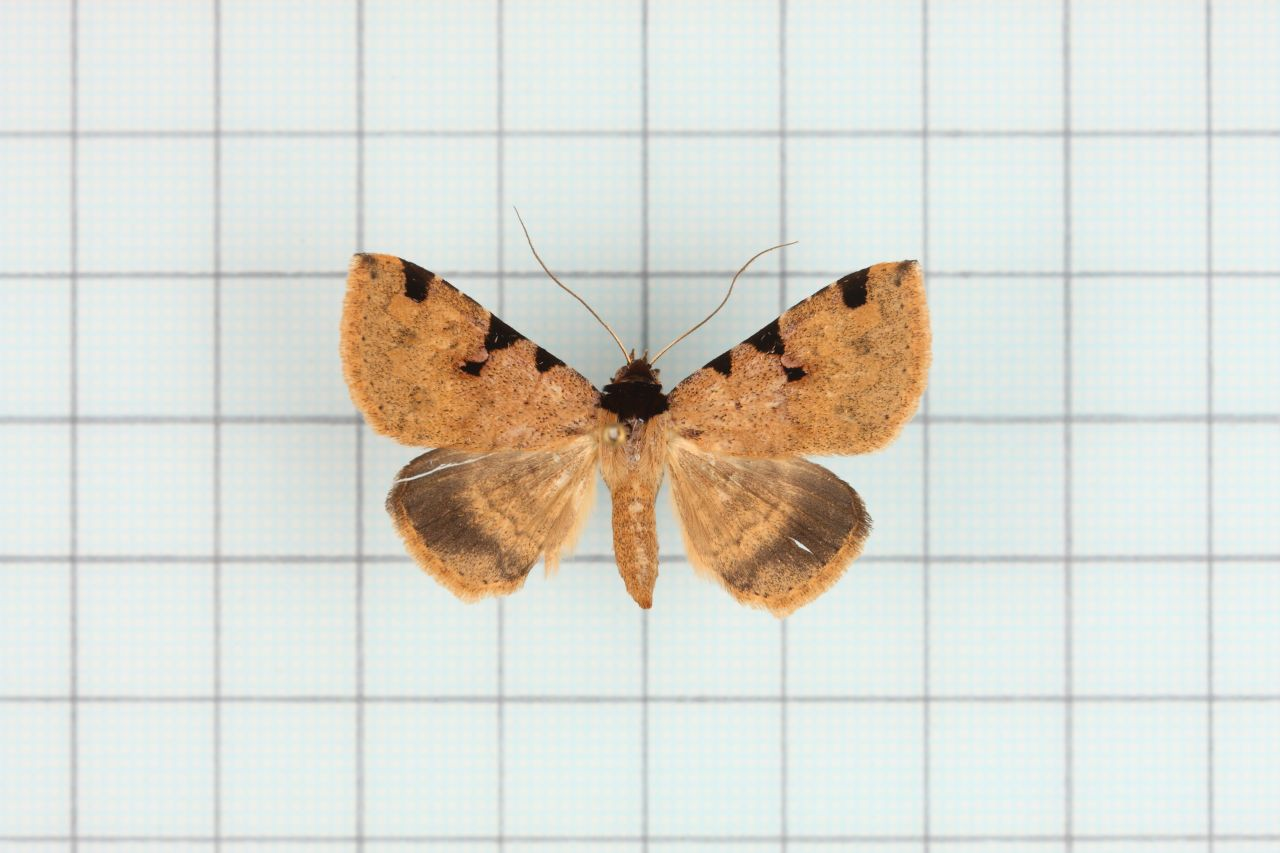